# Clarksburg, West Virginia
Clarksburg är en stad och säte för Harrison County, West Virginia, USA . Vid folkräkningen 2000 var invånarantalet 16 743 . Clarksburg är administrativ huvudort (county seat) i Harrison County. Staden ligger vid West Fork River och Elk Creek.
Staden grundades 1785 och döptes efter general George Rogers Clark. Under större delen av 1900-talet var Clarksburg ett centrum för glasindustrin. Under första delen av århundradet spelade även kolindustrin en stor roll.
Sedan 1995 är FBI:s största avdelning, Criminal Justice Information Services Division, beläget i staden .  

## Kända personer från Clarksburg
- Stonewall Jackson - general i Amerikas konfedererade stater
- Rex Bumgardner - professionell fotbollsspelare
- Phyllis Curtin - operasopran
- John W. Davis - Demokratiska partiets kandidat i 1924 års presidentval
- Jimbo Fisher - amerikansk fotbollsspelare och coach
- Nathan Goff - kongressledamot och USA:s marinminister 7 januari-4 mars 1881
- Lynn Hornor - ledamot i USA:s representanthus
- Louis A. Johnson - USA:s försvarsminister 28 mars 1949-19 september 1950
- Tuffy Knight - den vinstrikaste coachen i kanadensisk universitetsfotboll
- Pare Lorentz - filmregissör
- Lloyd Lowndes - Marylands guvernör 1896-1900
- Frank Marra - affärsman
- Mike Patrick - programledare och sportkommentator i ESPN
- Stuart F. Reed -  ledamot i USA:s representanthus
- Cyrus Vance - USA:s utrikesminister 23 januari 1977-28 april 1980
- Patty Weaver - skådespelerska
- Kirsten Wyatt - skådespelerska